# Los Manantiales, San Andrés Tuxtla
Los Manantiales är en ort i Mexiko.   Den ligger i kommunen San Andrés Tuxtla och delstaten Veracruz, i den sydöstra delen av landet, 400 km öster om huvudstaden Mexico City. Los Manantiales ligger 125 meter över havet och antalet invånare är 371.
Terrängen runt Los Manantiales är kuperad söderut, men norrut är den platt. Havet är nära Los Manantiales norrut. Runt Los Manantiales är det ganska tätbefolkat, med 139 invånare per kvadratkilometer. Närmaste större samhälle är La Nueva Victoria, 2,3 km sydväst om Los Manantiales. Omgivningarna runt Los Manantiales är en mosaik av jordbruksmark och naturlig växtlighet.